# Eisenbahnunfall von Sancti Spíritus
Der Eisenbahnunfall von Sancti Spíritus ereignete sich am 24. Februar 2017 bei der kubanischen Stadt Sancti Spíritus.
Fünf Kilometer außerhalb von Sancti Spíritus stießen ein Dieseltriebwagen und eine Güterzuglokomotive zusammen. Sechs Menschen starben, 49 wurden darüber hinaus verletzt. Alle Reisenden stammten aus der Region.